# Sture Korpi
Sture Hilding Korpi, född 16 november 1939 i Koutojärvi i Hietaniemi socken, död 12 mars 2017, var en svensk socialdemokratisk politiker.
Korpi var filosofie kandidat i statskunskap, sociologi och nationalekonomi och kom att ägna sitt yrkesliv åt svensk socialpolitik. Han arbetade en tid som socialsekreterare i Stockholm och var sedan 1965–1976 informationssekreterare hos socialminister Sven Aspling, 1976–1982 avdelningschef på Försäkringskasseförbundet, och därefter statssekreterare i Socialdepartementet 1982–1991. Från 1993 till 2004 var han generaldirektör för Statens institutionsstyrelse.
Korpi var under sin tid i socialdepartementet ansvarig för betydande frågor som utbyggnad av förskola för alla barn, utbyggnad av äldreomsorg samt förtydligande av ansvarsfördelning mellan kommuner och landsting för äldres vård och omsorg genom Ädelreformen. 2005 – 2007 var han särskild utredare i utredningen "Från socialbidrag till arbete" som avgav sitt betänkande 2007. Utredningen lämnade ett antal förslag där flera handlade om "tuffare tag" - men mot berörda myndigheter, i synnerhet arbetsförmedlingen.
Korpi är begravd på Norra begravningsplatsen utanför Stockholm. Han var bror till sociologen Walter Korpi och gift med Barbara Martin Korpi, ämnesråd på Utbildningsdepartementet. 